# Gunnar Huseby
Gunnar Huseby   (4 de novembre de 1923 - 28 de maig de 1995) fou un atleta islandès, especialista en llançament de pes i disc, que va competir entre les dècades de 1940 i 1960.
Nascut a Reykjavik, s'inicià de ben jove en l'atletisme. En el seu palmarès destaquen dues medalles d'or en la prova del llançament de pes del Campionat d'Europa d'atletisme. El 1946, a Oslo, per davant de Dmitriy Goryainov i Yrjö Lehtilä, i el 1950, a Brussel·les, amb més d'un metre i mig per davant d'Angiolo Profeti i Oto Grigalka. El triomf de 1946 el va convertir en el primer islandès en guanyar un campionat d'Europa d'atletisme i el triomf de 1950 el fa l'únic islandès que ha guanyat dos títols europeus d'atletisme.
Va guanyar divuit títols nacionals islandesos, el darrer dels quals el 1962. D'aquests divuit, deu foren en llançament de pes, sis en llançament de disc i dos en llançament de martell. Amb tot, els seus problemes amb la beguda li van comportar nombrosos problemes i el 1952 fou condemnat a dotze mesos de presó per assalt i robatori a un home. Aquesta condemna li va impedir prendre part en els Jocs Olímpics que s'havien de disputar aquell mateix any a Hèlsinki.

## Millors marques
- Llançament de pes. 16,74 metres (1950)
- Llançament de disc. 50,13 metres (1950)